# Langtang Lirung
O Langtang Lirung é o cume mais alto da cordilheira do  Langtang Himal, uma subcordilheira dos Himalaias nepaleses, situado a sudoeste do pico de Shishapangma, a nordeste de Catmandu e 5 km a sul da fronteira com o Tibete.
O Langtang Himal constitui a parte ocidental de um complexo de montanhas que também inclui o Jugal Himal, onde se situa o Shishapangma. O complexo localiza-se entre os vales do Sun Kosi a leste e do Trishuli a oeste. O Langtang Lirung encontra-se perto deste último e a norte do rio Langtang Khola.
Embora não seja muito alto comparado com os picos mais altos dos Himalaias, —  é a 99º montanha mais alta do mundo — o Langtang Lirung destaca-se pelo seu grande relevo vertical acima do terreno local. Por exemplo, em apenas 16 km, ergue-se 5 500 metros acima do Trisuli Gandaki. Durante muito tempo a sua face sul permaneceu por escalar apesar das diversas tentativas nesse sentido.
O primeiro reconhecimento da montanha foi levado a cabo por H. W. Tilman e P. Lloyd em 1949. Foram feitas tentativas de escalada pela face oriental na década de 1960, mas nenhuma expedição logrou chegar ao cume. Em 1978, Seishi Wada e Pemba Tsering, membros de uma expedição nipo-xerpa, chegaram ao cimo, através da rota da crista oriental, estabelecendo quatro acampamentos.
Segundo o Himalayan Index, o Langtang Lirung foi escalado até ao cimo 14 vezes entre 1978 e 1995, a maior parte das vezes pelas cristas sudeste e sudoeste. Houve também pelo menos 13 tentativas sem sucesso.

## Acidente mortal do alpinista Tomaž Humar

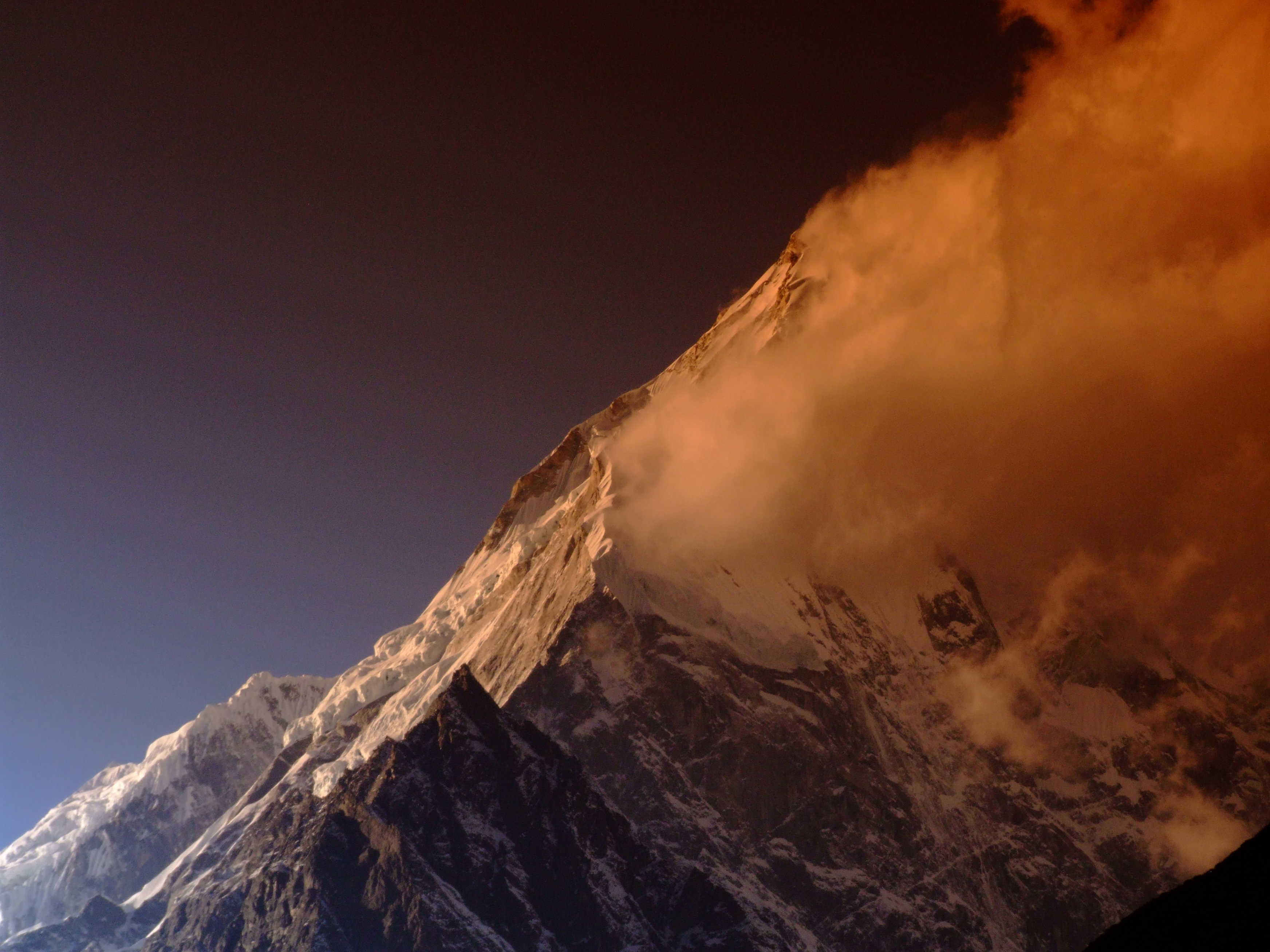

Em 9 de novembro de 2009, o montanhista esloveno Tomaž Humar, teve um acidente mortal quando descia após fazia uma escalada a solo, numa expedição que tinha tido início em 5 de outubro, via a face sul. O alpinista terá ficado preso na montanha, a 6 300 m de altitude, com uma perna partida; outras fontes referem que ele teria partido várias costelas e danificado a coluna vertebral. O seu único contacto com o acampamento-base por telefone por satélite foi feito no dia do acidente ou no dia seguinte, e aparentemente encontrava-se em situação crítica. A equipa de resgate encontrou o seu corpo em 14 de novembro a 5 600 m. Presumivelmente terá morrido no dia 9 ou 10 de novembro.